# Craig Wasson
Pour les articles homonymes, voir Wasson.
Craig Wasson est un acteur américain né en 1954. Il est surtout connu pour avoir interprété le rôle principal dans Body Double de Brian De Palma (1984). Il a mis fin à ses activités d'acteur en 2006 après trente ans de carrière.

## Filmographie partielle
- 1977 : Le Toboggan de la mort (Rollercoaster) de James Goldstone
- 1977 : Les Boys de la compagnie C (The Boys in Company C) de Sidney J. Furie
- 1978 : Le Merdier (Go Tell the Spartans) de Ted Post
- 1979 : Victime (Mrs. R's Daughter) de Dan Curtis
- 1980 : Mourir à Belfast (The Outsider) de Tony Luraschi
- 1981 : Georgia (Four Friends) d'Arthur Penn
- 1981 : Le Fantôme de Milburn (Ghost Story) de John Irvin
- 1984 : Body Double de Brian De Palma
- 1987 : Les Griffes du cauchemar (A Nightmare On Elm Street 3: Dream Warriors) de Chuck Russell
- 1991 : Midnight Fear (téléfilm) de William Crain
- 1992 : Malcolm X de Spike Lee
- 1995 : Fausse Identité (The Sister-in-Law) (TV de Noel Nosseck)
- 1997 : Piège dans l'espace (Velocity Trap) de Phillip J. Roth
- 1998 : Star Trek Deep Space Nine (TV) : Ee'char (Saison 4, épisode 19 "La Mémoire emprisonnée")
- 2000 : Haute Pression (Under Pressure) de Jean Pellerin
- 2001 : Alien Evolution (Epoch) (TV de Matt Codd)
- 2004 : Puerto Vallarta Squeeze d'Arthur Allan Seidelman
- 2006 : Akeelah (Akeelah and the Bee) de Doug Atchison